# Liste des ambassadeurs de Grande-Bretagne en Russie
L' ambassadeur de Grande-Bretagne en Russie était le principal représentant diplomatique en Russie du Royaume de Grande-Bretagne, État créé en 1707 par l'Union de l'Angleterre et de l'Écosse. L'ambassadeur britannique était le chef de la mission diplomatique en Russie. L'ambassadeur était un poste prestigieux dans les relations extérieur britannique.
Pour les ambassadeurs jusqu'en 1707, voir Liste des ambassadeurs du Royaume d'Angleterre en Russie. Pour les ambassadeurs après 1800, voir Liste des ambassadeurs du Royaume-Uni en Russie.

## Ministre et Ambassadeur
- 1707-1712 : Charles Goodfellow ministre et consul général (précédemment ministre en Russie du Royaume d'Angleterre, 1699-1707)[1].
- 1707-1712 : Charles Whitworth, envoyé du Royaume d'Angleterre 1704-1707 et de Grande-Bretagne, 1707-1709 ; Ambassadeur extraordinaire 1709-1711 ; Ambassadeur extraordinaire et plénipotentiaire 1711-1712[1],[2]

### Ministre Resident
- 1714-1719 : Friedrich Christian Weber[Information douteuse]
- 1714-1715 : George Mackenzie-Quin[1]
- 1715-1716 : James Haldane Ministre Résident[1]
- 1716      : George Douglas, 2e comte de Dumbarton[3]
- 1718-1721 : James Jeffereys (retraité à Dantzig en 1719)[1]
- 1719-1730 : Pas de relations diplomatiques[1]
- 1728-1731 : Thomas Ward[1]
- 1731 : John Campbell, 3e comte de Breadalbane et Holland[4]
- 1731-1739 : Claudius Rondeau Consul général 1730-1731; Ministre Résident[1]
  - 1733-1734 : George, Lord Forbes ministre plénipotentiaire pour négocier un traité commercial[1]

### Envoyés extraordinaires et plénipotentiaires
- 1739-1742 : Edward Finch[1],[5]
- 1741-1744 : Cyril Wich ou Wyche, Bt Envoyé extraordinaire 1741-1742; puis envoyé extraordinaire et plénipotentiaire[1]
- 1744-1749 : John Carmichael, 3e comte de Hyndford Ministre plénipotentiaire 1744-1745; then Ambassadeur Extraordinaire et Plénipotentiaire[1]
- 1749-1755 : Melchior Guy Dickens
- 1755-1759 : Charles Hanbury Williams ambassadeur plénipotentiaire[1]
- 1759-1762 : Robert Murray Keith l'Ancien (mort en 1774)[1]
- 1762-1765 : John Hobart, 2e comte de Buckinghamshire Ambassadeur extraordinaire[1]
- 1764-1767 : George Macartney, 1er comte Macartney envoyé extraordinaire[1]
- 1766-1767 : Rt. Hon. Hans Stanley (jamais allé en Russie)[6]
- 1767-1768 : Henry Shirley Secrétaire responsable[1]
- 1768-1772 : Lord Cathcart ambassadeur extraordinaire[1]
- 1772-1775 : Robert Gunning[1]
- 1776-1783 : Sir James Harris[1]
- 1783-1788 : Alleyne Fitzherbert[1]
- 1788-1800 : Charles Whitworth[1],[7],[8]
  - 1791 : William Fawkener Mission spéciale[8],[9]

1800-1801 : Les relations diplomatiques sont suspendues pendant la Deuxième Ligue de neutralité armée